# Termòmetre de màxima i mínima

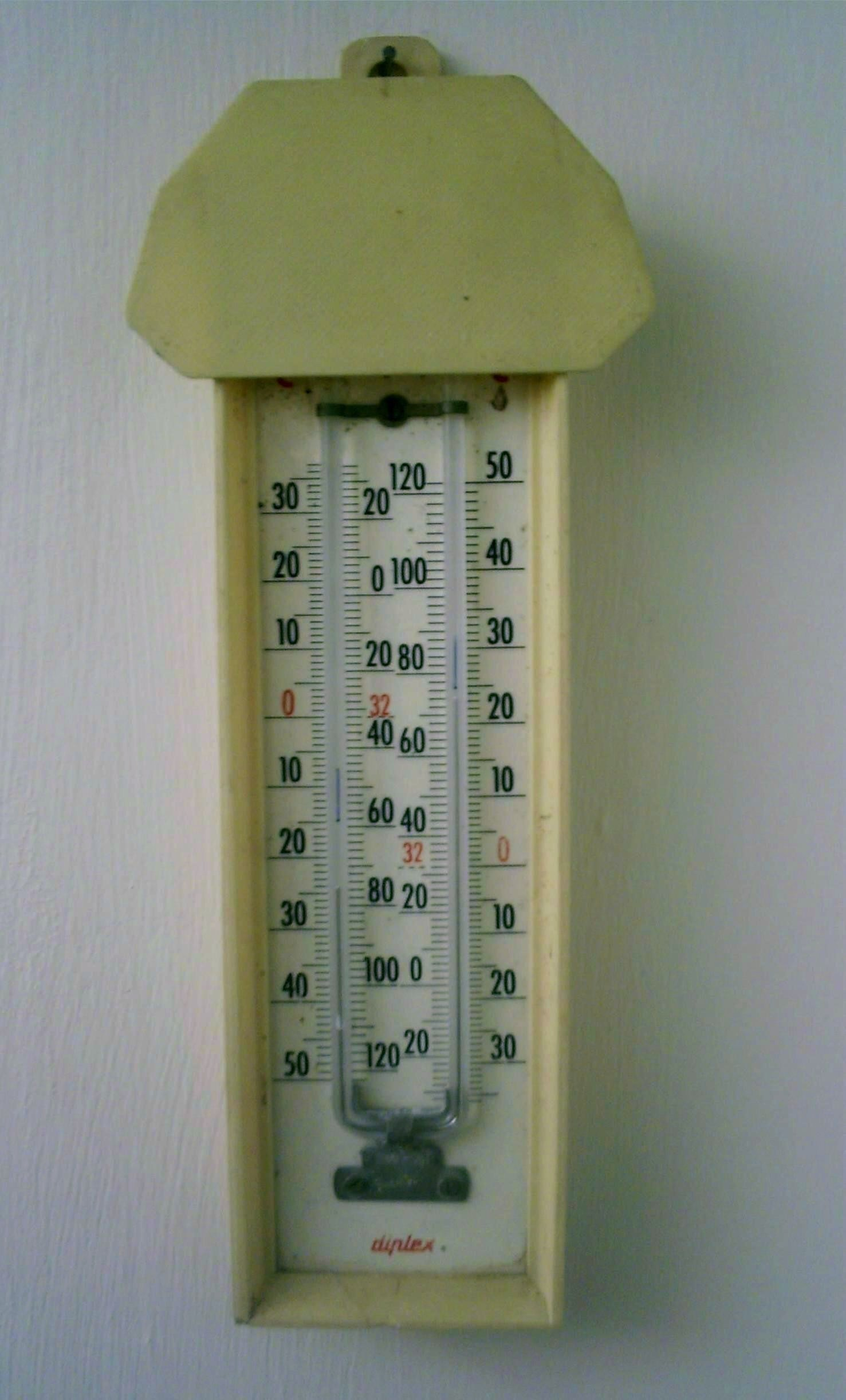
Un termòmetre de màxima i mínima que marca la temperatura actual de 23 °C, amb una màxima de 25, i una mínima de 15.

El termòmetre de màxima i mínima és un termòmetre que mesura les temperatures màximes i mínimes que s'han donat durant un període, per exemple el de 24 hores o de la darrera lectura. Es fa servir per registrar les temperatures extremes en un lloc, per exemple en meteorologia o horticultura, sovint dins d'una garita meteorològica o d'un hivernacle. El va inventar James Six el 1782; i segueix usant el seu disseny bàsic. Aquest termòmetre registra la temperatura actual i la més alta i més baixa des de la darrera posada a punt.

## Descripció
Consta d'un tub capil·lar de vidre en forma d'U amb dues escales de temperatura situades al llarg de cada braç de la U. Una de les escales enregistra la temperatura màxima i l'altra la temperatura mínima. Els braços del tub en forma d'U acaben en bulbs de vidre segellats. El bulb de dalt de l'escala de lectura de les mínimes és ple d'alcohol, i l'altre conté un buit (o un vapor d'alcohol de baixa pressió).

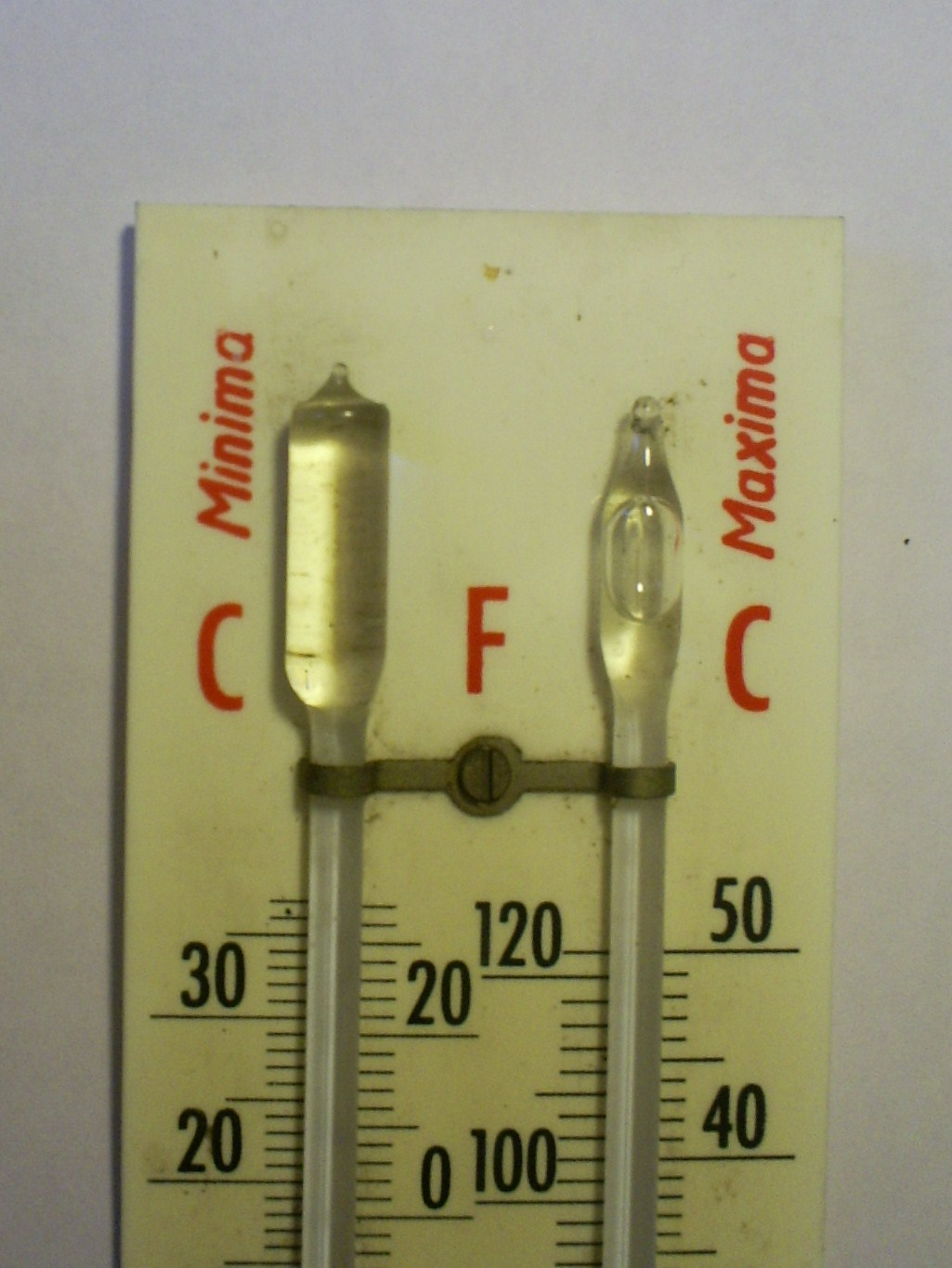
Detall dels bulbs.

En el doblament de la U hi ha una secció de mercuri, un metall que és líquid a temperatures normals. Aquest és empès al llarg del tub per l'expansió tèrmica i la contracció de l'alcohol en el primer bulb respon a la temperatura externa. El gairebé buit de l'altre bulb permet el moviment lliure de l'alcohol i el mercuri. És l'alcohol el que mesura les temperatures; el mercuri indica la temperatura que es llegeix en les dues escales. Això és al contrari del que passa en els termòmetres de vidre normals de mercuri, on l'expansió i contracció del mateix mercuri indica la temperatura.

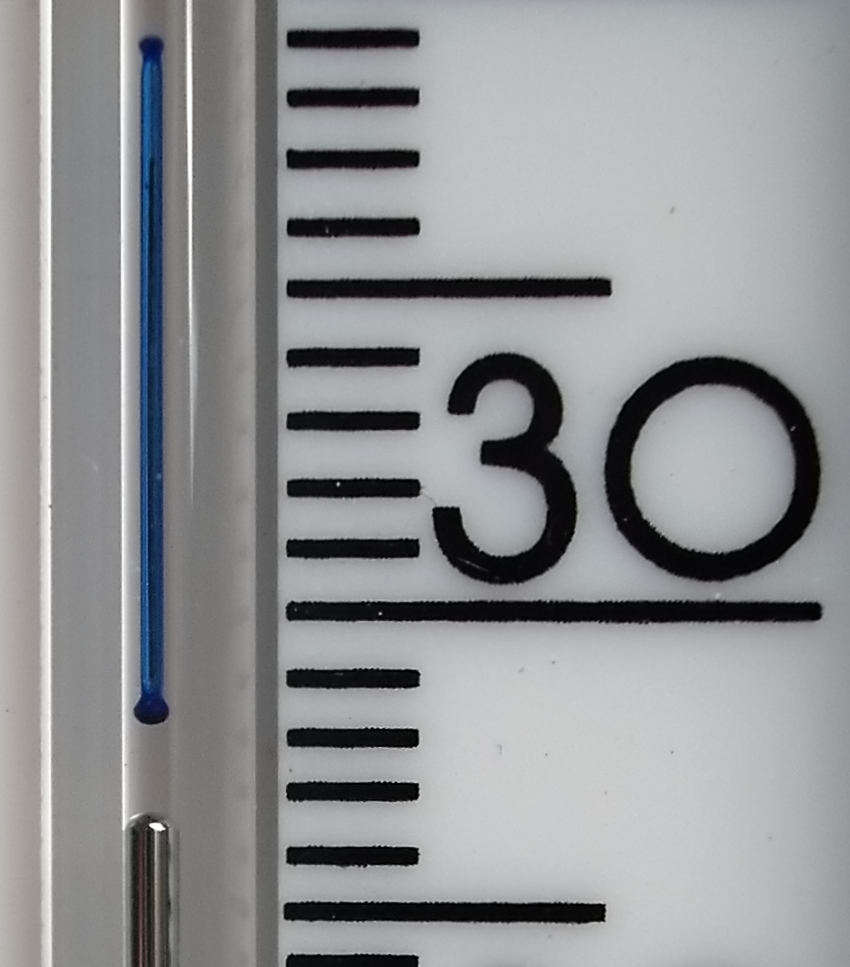
Marcador mostrant la temperatura màxima que és de 28,3 °C.

Aquest termòmetre mostra un indicador a la part de dalt de la secció de mercuri tant en l'escala de les màximes com en la de les mínimes; això mostra que la temperatura actual ha de ser la mateixa en les dues escales.
Els registres de la temperatura màxima i mínima els assenyala per dos petits marcadors d'acer que sorgeixen dins del tub capil·lar on poden lliscar, però només si se'ls aplica una força, tan si són empesos pel mercuri com si estan sota la influència d'un imant extern.
Abans de poder fer una nova lectura de màximes i mínimes el termòmetre ha de ser reajustat movent els marcadors a la part de dalt del mercuri normalment a través d'un imant fent lliscar el marcador pel tub.

## Variacions en el disseny
En una variació del disseny, alguns models han substituït els marcadors en el seu lloc per una placa magnètica situada darrere de la targeta que mostra les escales i prou a prop del tub en forma d'U per mantenir els marcadors en el seu lloc a menys que siguin empesos per l'expansió tèrmica del dispositiu. Quan s'acciona un control manual, la placa és empesa fora del tub en forma d'U, alliberant els marcadors que després cauen per gravetat a la superfície del mercuri.
Un altre disseny té la U orientat horitzontalment i els marcadors completament lliures i no suspesos. El reajust es fa girant la U a la vertical de manera que els marcadors s'enfonsin per descansar sobre el mercuri, i tornar-la a l'horitzontal.

## Manteniment
Els termòmetres de Six acostumen a tenir separacions en la columna de mercuri, en particular després de ser enviats, encara que també pot passar per haver rebut cops accidentals. Les separacions es poden corregir movent el termòmetre tal com es fa per restablir un termòmetre de mercuri clínic, les forces centrífugues ajunten de nou les parts de mercuri separades. En cas de presentar un marcador parcialment enterrat en el mercuri, aquest pot ser aixecat de nou amb l'imant o exposat a una temperatura extrema per a deixar el marcador al descobert.

## Termòmetres sense mercuri
El disseny original del termòmetre de Six conté mercuri, que ha estat prohibit per a molts usos en la Unió Europea i algunes altres parts del món.
Eln 2006 la companyia britànica S.Brannan & Sons Ltd va patentar un model sense mercuri fent servir en el seu lloc dos líquids inmiscibles.